# Haus Kucher
Das Haus Kucher ist ein Wohnhaus in Rottenburg am Neckar und wurde zwischen 1988 und 1991 von Valerio Olgiati entworfen.

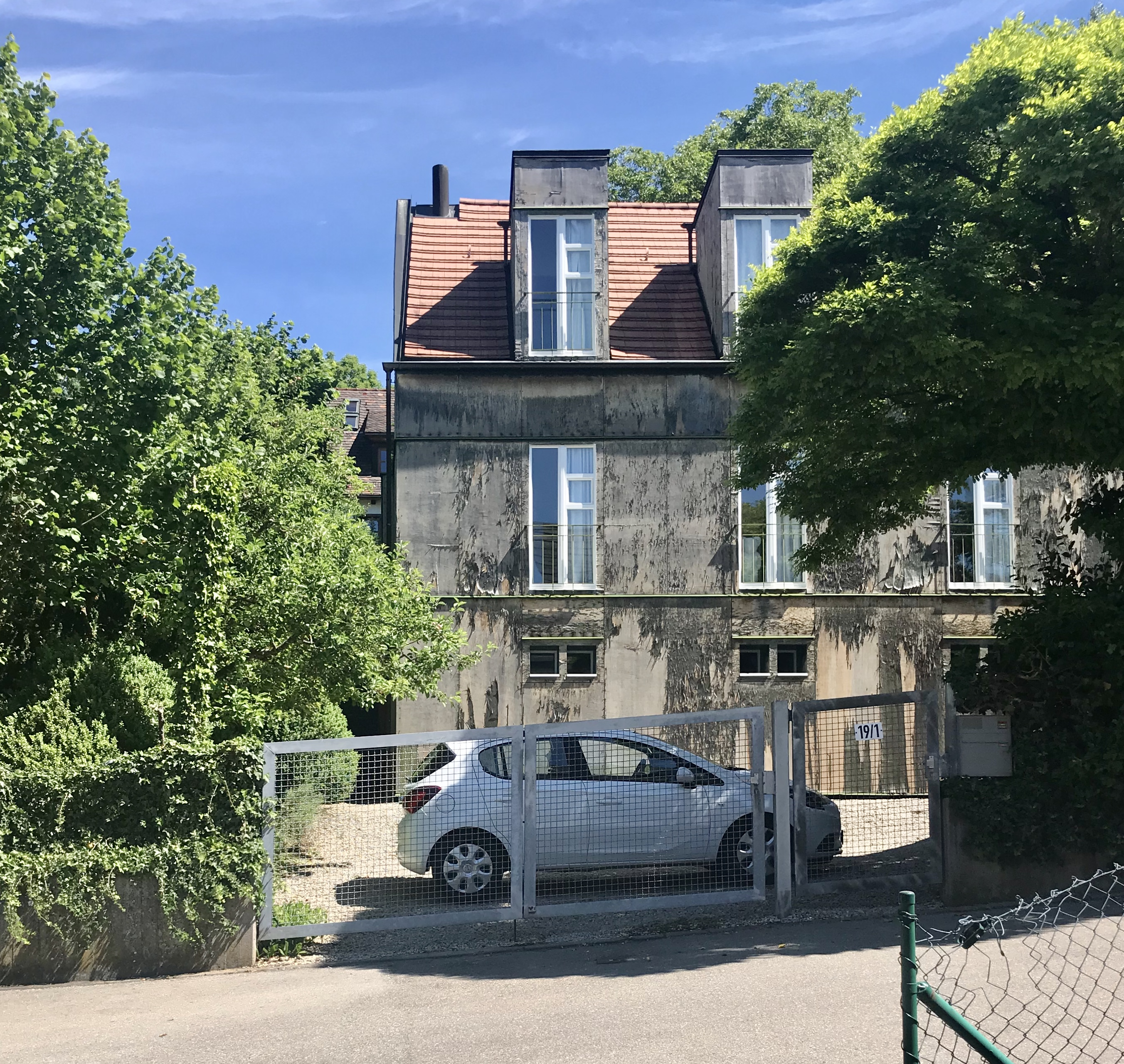
Südfassade

Das Haus befindet sich im Norden der Altstadt von Rottenburg. Vom Straßenniveau aus erreicht man das Untergeschoss, das mit kleinen Fensteröffnungen eine sekundäre Nutzung aufweist. Es beinhaltet Nebenräume und ein Gästezimmer. Von dieser Ebene führen zwei Außentreppen, jeweils an den Kurzseiten des Hauses, auf das Wohngeschoss. Man erreicht den nach Norden hin ausgerichteten Hof, der von Betonmauern eingegrenzt wird. Eine große Fensterscheibe verbindet den Hof und den Wohnraum, an das die Küche, der Essbereich und die Eingangshalle anschließt. Im Dachgeschoss sind die privaten Räume, wie Schlafzimmer und Bad angeordnet. Das Haus nimmt die bestehende Topographie sehr gut auf. Besonderheiten des Hauses sind die vier überdimensionierten Dachgauben auf der Südfassade; der rechteckige Körper, der im strengen Grundriss des Dachgeschosses heraussteht und der Erschließungsgang im Dachgeschoss, der das Satteldach der Nordfassade unterbricht. Ein weiteres Merkmal dieses Wohnhauses ist die leichte Rundung der Außenwände, die man vor Ort nicht sofort wahrnimmt.